# Зубков, Владислав Викторович
Владисла́в Ви́кторович Зубко́в (укр. Владислав Вікторович Зубков;род. 8 апреля 1971, Одесса) — украинский футболист и тренер. Игровое амплуа — полузащитник. Сын известного одесского футболиста Виктора Зубкова.
Окончил Одесский педагогический институт (1992).

## Карьера

### Клубная
Воспитанник одесского футбола. Играл за дубль «Черноморца». В 1990 году Александр Тарханов пригласил его в одесский СКА (2-я лига чемпионата СССР), где Зубков выступал 2 года.
В 1992—1993 годах играл за «Металлург» Запорожье, со второго круга сезона-1993 перешёл в «КАМАЗ». С небольшим перерывом выступал за команду 4 сезона, был участником Кубка Интертото 1996.
В 1997—1998 годах играл за «Локомотив» Нижний Новгород, где также участвовал в Кубке Интертото (в 1997). В 1999-м играл за дубль нижегородских железнодорожников в чемпионате области, а 2-й круг провёл в Первом дивизионе за «Сокол» Саратов. За время выступлений в России не считался легионером, был заигран за студенческую сборную на Универсиаде-95.
В 2000 году вернулся на Украину, играл за команды высшей лиги «Металлург» (Запорожье), «Днепр» (Днепропетровск), «Черноморец» (Одесса).

### Тренерская
По окончании игровой карьеры работает тренером, с 2014 по май 2016 года возглавлял клуб второй лиги «Реал Фарма». 14 августа 2017 года одесский «Черноморец» назначил Зубкова директором СДЮШОР имени А. Ф. Зубрицкого.

## Семья
Женат, сын и дочь. Сын — Руслан Зубков — также профессиональный футболист.